# Aucelon
Aucelon település Franciaországban, Drôme megyében. Lakosainak száma 17 fő (2022. január 1.). Aucelon Barnave, Brette, Jonchères, Montlaur-en-Diois, Pennes-le-Sec, Poyols, Pradelle, Recoubeau-Jansac és Volvent községekkel határos.

## Népesség
A település népességének változása:
| Lakosok száma | 33   | 21   | 18   | 30   | 13   | 14   | 16   | 16   | 16   | 17   |
|               | 1968 | 1982 | 1990 | 2006 | 2013 | 2015 | 2017 | 2019 | 2020 | 2022 |